# Yvan Quénin
Yvan Quenin (Mónaco, 1 de marzo de 1920 - 27 de julio de 2009) fue un jugador de baloncesto francés de origen monegasco. Fue medalla de plata con Francia en los Juegos Olímpicos de Londres 1948.